# Hansi Dujmic

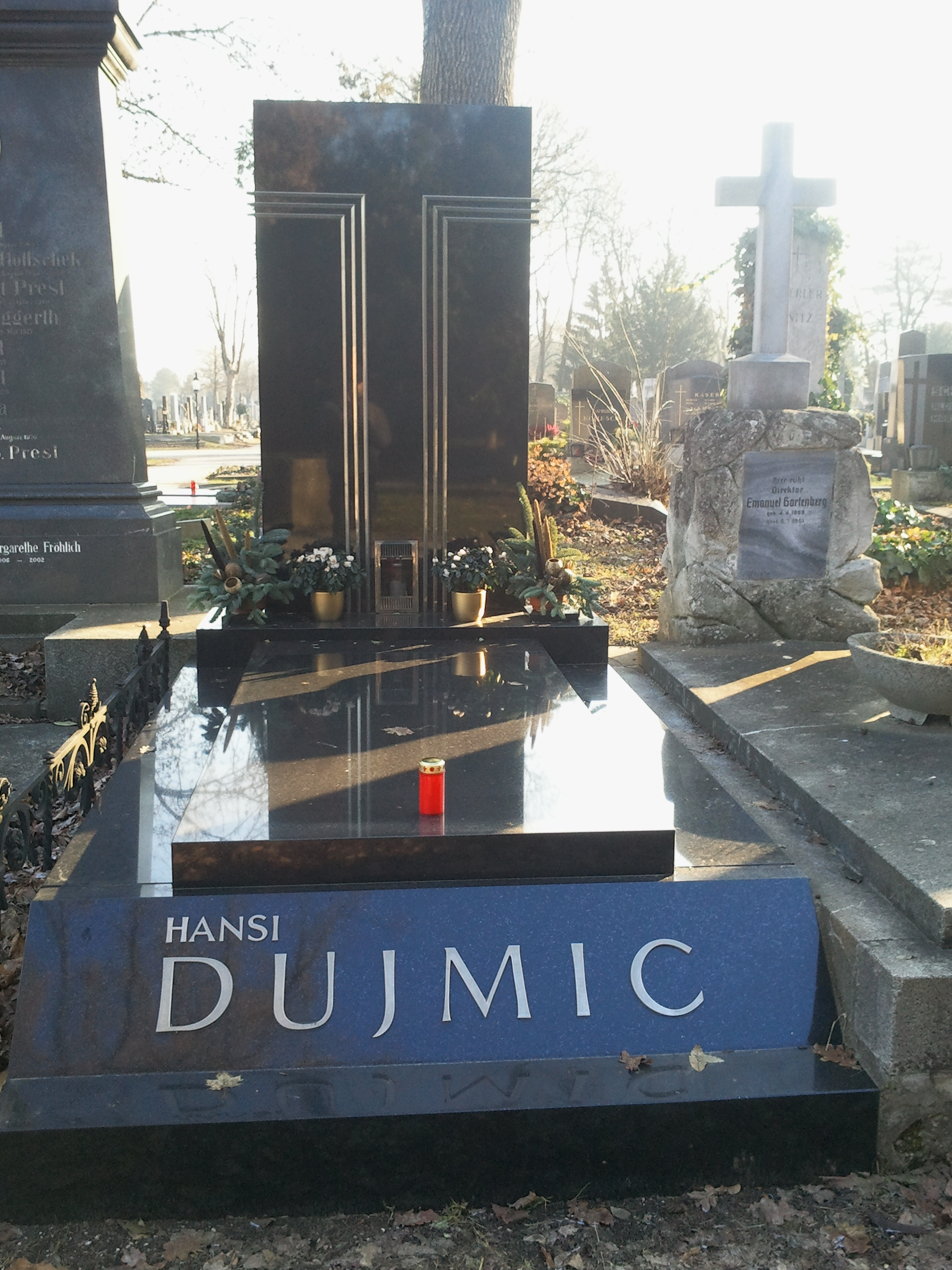
Grab von Hansi Dujmic am Wiener Zentralfriedhof

Hansi Dujmic (* 30. Dezember 1956 in Wien; † 21. Mai 1988 ebenda; eigentlich Davor Ljubomir Johannes Dujmic, als Künstler auch Dew Mitch) war ein österreichischer Musiker und Schauspieler.

## Leben

### Kindheit und Jugend
Seine Mutter Margit studierte Operngesang in Wien. Aufgrund ihrer jüdischen Herkunft konnte sie jedoch ihren Beruf nicht ausüben. 1943 lernte sie in Pressburg den Journalisten Adolf Dujmic kennen, Sohn eines Eisenbahners aus dem bosnischen Konjic. Ein Jahr später heirateten sie, und die Tochter Drina kam zur Welt; zwölf Jahre später, kurz nach Emigration während des Ungarnaufstandes, wurde Davor in Wien-Simmering geboren.
Seine Kindheit war geprägt von häufigen Umzügen der Familie. Im Alter von zwölf begann er Gitarre zu spielen. Mit 14 brach er die Schule ab und besuchte die Musikakademie, wo er bereits nach einem Jahr ein Begabtenstipendium für die klassische Gitarre erhielt. Mit 17 gründete er die erste Band, es folgte sein erster Auftritt in der Sendung Ohne Maulkorb. Einen Plattenvertrag in München lehnte er jedoch ab, da für ihn wegen seiner persönlichen Umstände kein Umzug in Frage kam.
1973 sprach er bei einem Konzert Wolfgang Ambros an, der ihn spontan auf die Bühne holte.

### Karriere
1977 nahm er eine Stelle als Gitarrenlehrer an und heiratete die sieben Jahre ältere Olga Katharina, diese Beziehung zerbrach jedoch nach vier Jahren. Es folgten Depressionen und Gelegenheitsjobs, bis er 1979 heroinsüchtig wurde. 1980 machte er im Wiener AKH einen Entzug und ging anschließend für drei Monate zu Bekannten nach Israel. Am Tag seiner Rückkehr lernte er die alleinerziehende Englischlehrerin Brigitta Bauer kennen. Diese Beziehung verlief sehr turbulent, wiederholt trennte sich das Paar, um dann 1986 doch zu heiraten. Dujmic widmete ihr einige seiner Lieder.
1980 gründete er die Band Chaos de Luxe, es folgte das Angebot, eine Single aufzunehmen. Dieses Projekt In Frieden leb’n war jedoch kein kommerzieller Erfolg. 1981 ging er als Gitarrist mit Peter Cornelius auf Tournee. Mit Wolfgang Ambros als Produzenten nahm er sein erstes Album auf, Hansi Dujmic. Seinen Durchbruch als Sänger und Schauspieler schaffte er schließlich ab 12. September 1985 am Wiener Schauspielhaus (Theater im Kopf) mit dem Musical Elvis, bei dem Michael Schottenberg Regie führte und Julia Stemberger die Rolle der Priscilla spielte. Kurz danach nahm er mit Schottenbergs Ehefrau Maria Bill das Duett Zu müde auf. 
1985 nahm er als Sänger am Projekt Austria für Afrika, das im Zuge des internationalen Benefizkonzerts Live Aid gegründet wurde, und dem von Wolfgang Ambros und Rainhard Fendrich geschriebenen Lied Warum? teil.
Dujmic wurde trotz des großen Erfolges von Selbstzweifeln und Depressionen geplagt, auch die Festlegung seines schauspielerischen Images als „Elvis“ und später als Zuhälter (Wiener „Strizzi“) setzten dem sensiblen Musiker zu. Beruflich feierte er 1986 mit dem Lied Ausgeliefert, das in den österreichischen Single-Charts bis unter die ersten 10 kam, und 1987 mit der Rolle des Sir im Tatort Superzwölfer seine größten Erfolge. In diesem Jahr stand er auch bei den Nestroy-Festspielen auf Burg Liechtenstein auf der Bühne. 1988 veröffentlichte er, nun unter dem neuen Künstlernamen Dew Mitch, ein neues Album, Heartbreak Avenue. Er litt jedoch unter Schlafstörungen und wurde mit dem Erfolgsdruck nicht fertig. Er begann mit einer Therapie, zog sich zurück und gab das Trinken auf. Nach einem Streit mit seinem Arzt brach er die Therapie ab und verfiel erneut den Drogen.

### Tod
24 Stunden vor seinem Tod war Dujmic nach kurzer ambulanter Behandlung einer (vorgetäuschten) Tablettenvergiftung (Alkohol plus Valium) aus der Wiener Poliklinik entlassen worden. Am Morgen des 21. Mai 1988 wurde im 15. Wiener Gemeindebezirk vor dem Haus Jadengasse 4 auf dem Beifahrersitz eines geparkten Kastenwagens die Leiche des (erst 24 Stunden später identifizierten) Musikers aufgefunden, ein zweiter Toter, ein langjähriger Bekannter von Dujmic, Johann W., lag unweit davon auf dem Gehsteig. Der einzige Überlebende der vorangegangenen Drogennacht und Heroinbeschaffer, Alfred K., gab an, dass bei der Zusammenkunft Dujmic und dessen Bekannter, beide volltrunken, Heroin (nicht injiziert, sondern) geschnupft hätten, sie jedoch in guter Verfassung gewesen wären, als Krainz vor dem Wohnhaus in der Jadengasse den Kastenwagen verließ. Fünf Stunden später habe er Dujmics Bekannten bewegungslos auf der Straße liegen gesehen und daraufhin telefonisch-anonym die Rettung verständigt; Dujmic selbst sei ihm unbekannt gewesen. Wegen unterlassener Hilfeleistung wurde Krainz später zu fünf Monaten bedingt verurteilt. Die von der Witwe Tage nach dem Todesfall geäußerte Vermutung, ihr Mann habe Selbstmord verübt, wurde von Vertretern der untersuchenden Sicherheitsbehörde nicht bekräftigt.
Hansi Dujmic wurde auf dem Wiener Zentralfriedhof (Gruppe 33A, Reihe 1, Nummer 1) beigesetzt.
Nach seinem frühen Tod wurde Don’t Say No als Hymne seiner Fans zur Nummer 1 der österreichischen Single-Charts. Auch seine letzte, erst zwei Tage vor seinem Tod abgedrehte TV-Rolle als Gangster (Django) im Tatort Blinde Angst wurde posthum ausgestrahlt.
2020 wurde 32 Jahre nach seinem Tod die Hansi-Dujmic-Gasse in Wien-Simmering nach dem Künstler benannt.

## Diskografie

### Studioalben
- 1984: Hansi Dujmic
- 1985: Aufrecht
- 1988: Heartbreak Avenue

### Kompilationen
- 1989: Glanzlichter
- 1993: Irgendwann...
- 1995: Austrian Private Collection
- 1998: Master Series
- 2008: Es bleibt nur die Erinnerung
- 2011: Das Beste von Hansi Dujmic

### Singles
- 1984: Zu müde / Sternental
- 1984: Jubel bis zum Abschied (Du hast ein Telefon) / Wieder amoi deprimiert
- 1985: Eskimo / Wieso is des so?
- 1986: Ausgeliefert / Lourdes
- 1986: Nur Amore / Aufrecht
- 1988: Don’t Say No / Cold as Ice
- 1988: Deep Blue Eyes / Manhattan

## Filmografie
- 1983: Die liebe Familie, Folge 206
- 1987: Tatort: "Superzwölfer"
- 1988: Tatort: "Blinde Angst"

## Musikdrucke
- Nur amore. Klavier-Arr(angement): Theo Hassek. Text: H. Dujmic / K. Maier. (Klavier oder Akkordeon mit überlegtem Text). Weltmusik-Programm, Heft 163. Edition Rentra, Wien 1986, OBV.
- Na guat daunn net. Musik: Hans Dujmic. Arr(angement): Thomas Grafberg. Text: Josef Prokopetz. (Gesang, Klavier, mit Akkordbez.). Weltmusik-Programm, Heft 176. Weltmusik (Southern Music), Wien 1989, OBV.
- Sie ist achtzehn. Rock. Musik: Johannes Dujmic. Bearb(eitung): F. Kostina. Text: Alexander Goebel. (Gesang, Klavier od. Akkordeon). Alpha Music (Hermann Schneider), Wien s. a., OBV.